# サッカー専用スタジアム

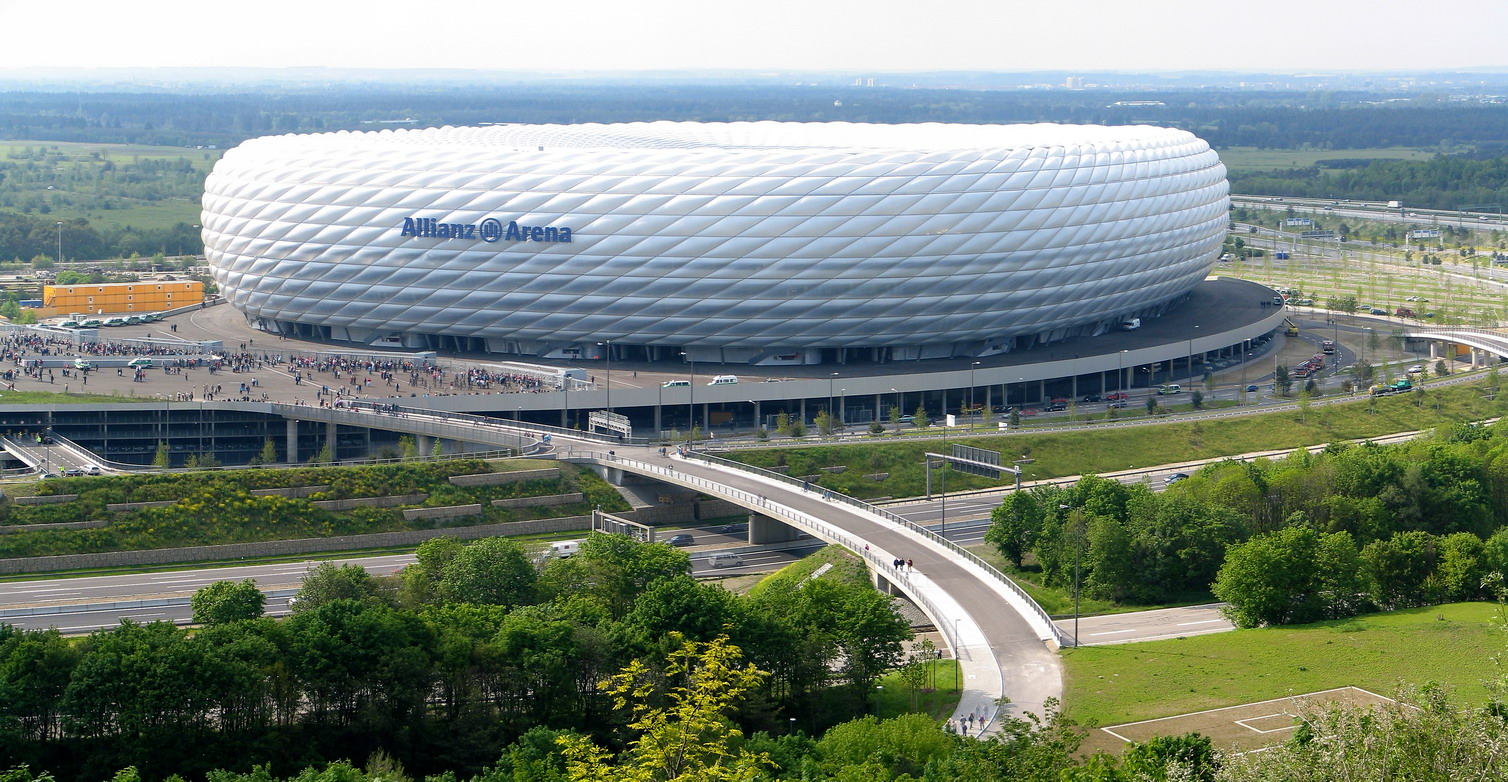
ドイツのサッカー専用スタジアム『アリアンツ・アレーナ』

サッカー専用スタジアム（サッカーせんようスタジアム、英語: Soccer-specific stadium）は、サッカーの試合や、時には文化的なイベントが行われるスポーツ施設である。

## 特徴
サッカー専用スタジアムは、設備や規模の面においてサッカーの試合に適した規格に整備してあることが一般的であり、スコアボード、ビデオスクリーン、VIPルーム、観客席用の屋根などが設けられている。なお、殆どのサッカー専用スタジアムはサッカークラブが所有しているが、中にはナショナルチームやカップ戦決勝など中立試合場を必要とする場合のためだけに作られたスタジアムも存在する。
サッカーのピッチは、国際サッカー連盟（FIFA）が規定する大きさ、具体的にはゴールライン間100-110m、サイドライン間64-75mの大きさに整備されている。公式のサッカー競技規則では、成人が行う試合においてはゴールライン間90-120m、サイドライン間45-90mの大きさのピッチの使用を認めているものの、国際試合ではより厳しい規定が適用されるため、プロサッカーの試合を開催するようなスタジアムでは国際試合を開催できる規模のスタジアムにすることが多い。